# Strasseryzm

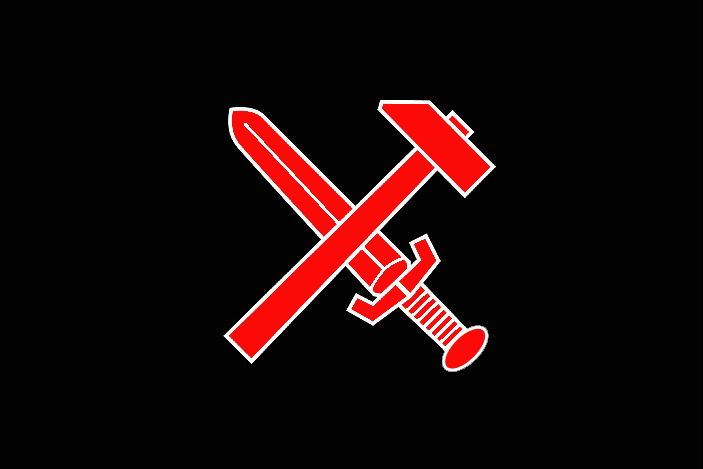
Miecz i młot, symbol strasseryzmu

Strasseryzm – kierunek polityczny wypracowany przez braci Ottona i Gregora Strasserów, zakładający całkowite odrzucenie kapitalizmu na rzecz narodowego socjalizmu.
Organizacją strasserowców była Wspólnota Walki Rewolucyjnych Socjalistów Narodowych (niem. Kampfgemeinschaft Revolutionärer Nationalsozialisten) zwana „Czarnym Frontem”, powstała we wrześniu 1930. Była określana jako narodowo-bolszewicka.

## Założenia
Strasseryzm zakłada podział państwa na prowincje na wzór szwajcarskich kantonów i jego sfederalizowanie, co w zamyśle ma prowadzić do zacieśniania więzi lokalnych i jak największego oddania władzy w ręce ludu. System partyjny zostałby zniesiony, a władzę w państwie sprawowałby dożywotnio wybierany prezydent, Wielka Rada (złożona z prezydentów prowincji, pięciu ministrów wybieranych przez prezydenta i przedstawicieli prezydium Izby Samorządowej) i zarząd Izby Samorządowej (składający się z 110 członków, w tym 100 wybieranych i 10 mianowanych przez prezydenta). Przemysł miałby zostać znacjonalizowany na rzecz robotników, którzy mają zostać posiadaczami środków produkcyjnych i udziałów w dochodach oraz posiadać możliwości decyzyjne w przedsiębiorstwach, w których pracują (w myśl strasseryzmu mieli przestać być wyłącznie „najemcami” bądź „zasobami ludzkimi”). Ponadto strasseryzm przewiduje rozbudowany system pomocy społecznej, obejmujący m.in. zasiłki na dzieci dla rodziców.
Bracia Strasserowie byli – podobnie jak Hitler – zwolennikami rewizji granic Niemiec, jednak nie snuli planów opanowania całej wschodniej Europy. Głosili hasła powrotu granic Drugiej Rzeszy (żądając m.in. od Polski ziem zaboru pruskiego).